# Stewartův ostrov
Stewartův ostrov (anglicky Stewart Island, maorsky Rakiura) je třetí největší ostrov na Novém Zélandu. Nachází se 30 km jižně od Jižního ostrova na opačné straně Foveauxova průlivu. K roku 2013 měl ostrov podle sčítání 378 obyvatel, což činí 6% pokles oproti roku 2006. Jediný sídelní útvar na ostrově představuje Oban. Mezi městy Oban a Bluff na opačné straně zálivu funguje celoročně přívoz. Je zde národní park Rakiura a turistická trasa Rakiura Track, jedna z devíti tzv. Great Walks na Novém Zélandu.
Ostrov nese v angličtině jméno skotského námořního důstojníka a velrybáře Williama W. Stewarta (1776–1851). Původní maorské jméno bylo Te Punga o Te Waka a Maui.

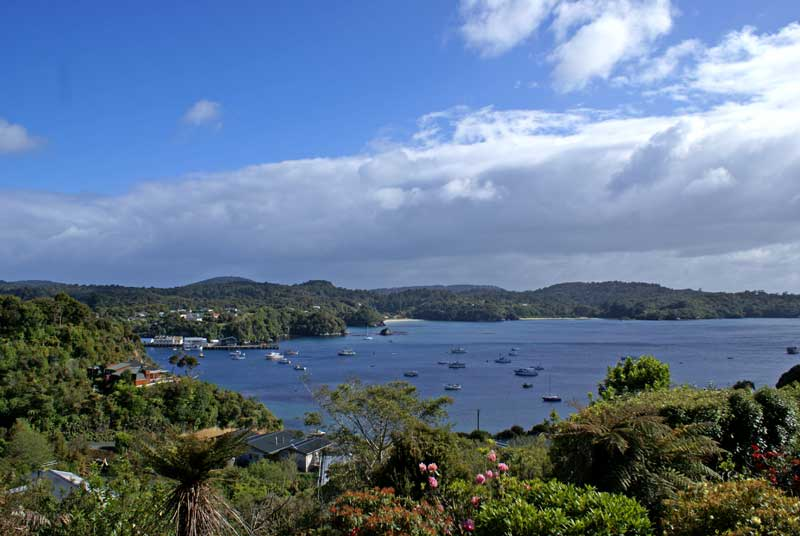
Výhled na zátoku Halfmoon Bay a sídla Oban

Výzkumy ukazují, že původním druhem na tomto ostrově je také známý obří nelétavý pták moa.